# علي البدواوي
علي حمد معضد سيف البدواوي (مواليد 22 ديسمبر 1972) هو حكم كرة قدم ٳماراتي. كان من بين حكام كأس الأمم الآسيوية لكرة القدم 2007 و2011 وٲيضا دوري أبطال آسيا.

## وصلات خارجية
- علي البدواوي على موقع Soccerway.com (الإنجليزية)
- الموقع الرسمي